# Никитино (Тоншаловское сельское поселение)
Никитино — деревня в Череповецком районе Вологодской области.
Входит в состав Тоншаловского сельского поселения, с точки зрения административно-территориального деления — в Тоншаловский поссовет.
Расстояние по автодороге до районного центра Череповца — 12 км, до центра муниципального образования Тоншалово — 6 км. Ближайшие населённые пункты — Ясная Поляна, Солманское, Носовское.
По переписи 2002 года население — 2 человека.